# L'Ondée (bateau-citerne)
L’Ondée est un bateau-citerne de la Marine nationale aujourd’hui démantelé.
Navire de charge utilisé pour l’approvisionnement en eau, il est conçu entre 1934 et 1935 dans les Forges et Chantiers de la Méditerranée à Graville. Il a notamment servi à alimenter les navires à vapeur et les îles bretonnes en eau douce, particulièrement en période estivale.
L’Ondée est désaffectée et abandonnée en 1993 à Brest, puis déconstruite au Havre par le chantier naval Gardet et Bezenac. Il est alors le dernier navire à vapeur encore en service actif.
Il ne subsiste aujourd'hui de L'Ondée que sa machine à vapeur à triple expansion qui le propulsait. Après négociation avec le ministère de la défense français, l'association Amerami obtient l'accord de ce dernier pour récupérer la machine à vapeur à triple expansion. Elle est décrite comme étant le dernier moteur à vapeur de ce type visible en France. Amerami passe une convention avec le Musée Maritime et Portuaire du Havre pour trouver une solution pour restaurer la machine qui a été vandalisée pendant ses années d'abandon. La solidarité d'entreprises havraises rend le projet réalisable. L’apparition de nouvelles techniques (chauffe au mazout, turbines à vapeur, moteur diésel) a rendu obsolètes les machines à vapeur, faisant d'elles des témoignages d’une époque passée. Pour assurer sa conservation, la machine à vapeur a été restaurée entre 2017 et 2022.

## Étymologie
Le nom “Ondée” évoque l’eau, sans doute en référence à sa fonction de citerne. En effet, les navires de charge de ce type, construits aux XIXe et XXe siècles, ont très souvent une dénomination évoquant l'élément qu'ils transportent.

## Histoire

### Fabrication et usage (1934-1993)
L’Ondée est commandée par la Marine nationale en 1934 pour renouveler la flottille vieillissante. Elle sort des Forges et chantiers de la Méditerranée à Graville en 1935. Le navire est fabriqué en même temps qu’un autre bateau-citerne, son sister-ship, l'Averse. Il est d’abord affecté par la Marine nationale à la Direction du Port de Brest.
La citerne est principalement utilisée pour alimenter les navires du port en eau distillée. L’été ou en période de travaux publics, l’Ondée permet également d'approvisionner en eau douce les îles bretonnes de l’Iroise, Molène, et Sein, ainsi que son phare, le grand phare de l'île de Sein.
Ce bateau-citerne pouvait transporter 235 tonnes d’eau potable dans ses huit réservoirs, ce qui représente dix jours de consommation d’eau d'un village de 1000 habitants

### Une construction renflouée deux fois (Seconde Guerre mondiale et Après-Guerre)
En raison de l’absence de source, l’histoire du navire durant la Seconde Guerre mondiale est incertaine. Il semble néanmoins que l’Ondée est demeurée à Brest toute la durée du conflit. À la Libération en 1945, elle est retrouvée coulée au fond du fleuve la Penfeld, les documents de bord disparus. Cependant, renflouée par les scaphandriers, elle reprend du service. L’Ondée est alors particulièrement utilisée pour les travaux de reconstruction et de reprise d’activité du port de guerre.
Le 30 janvier 1982 à la suite d'une voie d'eau, c'est-à-dire une ouverture accidentelle dans la coque du navire, l'Ondée sombre à nouveau dans la Penfeld. Elle est de nouveau renflouée après trois semaines de travail. La machine, elle, redémarre quelques heures après le sauvetage.

### L’épisode des sous-marins nucléaires de 1986
En février 1986, le bateau-citerne est mobilisé plusieurs semaines sur l'île Longue, dans le Finistère, après que les installations d’eau douce aient été détruites par le gel. La Marine nationale française possède sur cette île une base pour ses sous-marins nucléaires et l’eau est essentielle pour son fonctionnement. 

### Fin de vie (fin des années 1980 - 2015)
Le navire a participé à Douarnenez 88 et Brest 92 en 1988 et en 1992. Au cours de ces célébrations du patrimoine maritime, des bateaux traditionnels venus du monde entier se rassemblent. Mais en 1993, il est le dernier vapeur traditionnel de la Marine française en service actif. Il est alors désaffecté et abandonné dans une vasière voisine de Brest avant d’être condamné à la démolition le 8 janvier 2013. Quant à la citerne à vapeur, elle est acheminée sur une barge jusqu’au chantier naval Gardet de Bezenac du Havre en 2015 pour y être déconstruite.

### Projets de sauvegarde comme patrimoine maritime (années 2000)
Plusieurs projets de sauvegarde sont envisagés dans les années 2000 pour tenter de sauver et de restaurer le bateau-citerne. 
En 1985, le Port-musée de Douarnenez propose d'accueillir l’Ondée. En 2003, une délégation de la commission du patrimoine de la Marine se penche à son tour sur le cas de cette ancienne citerne, puis un organisme chargé de la revalorisation de l’estuaire de la Loire. Cependant, aucun de ces projets n’aboutit en raison des coûts d’une telle entreprise (dépollution environnementale, transport, entretien, assurances, etc.).
Dans les années 2010, l'association parisienne Amerami se mobilise pour restaurer l'embarcation. Toutefois, la coque, trop fragile, ne permet pas de conserver le bâtiment. En revanche, la machine à vapeur peut être sauvée. Par la suite, le Ministre de la Défense Jean-Yves Le Drian accorde à l’organisation la propriété de la machine à vapeur et de son hélice pour les valoriser.

## La machine à vapeur de l’Ondée

### Restauration de la machine à vapeur (2017- janvier 2022)
Le bateau est finalement démantelé en 2015, à l’exception de son moteur. Les membres d’Amerami sont désormais propriétaires de ce dernier. Ils prennent contact avec l’Association du Musée Maritime du Havre dans le but de restaurer l’ancienne machine et passer entre eux une convention de dépôt. En juillet 2015, la machine de l’Ondée est transférée au musée maritime et portuaire du Havre avec le soutien de l’état-major de la Marine Nationale et de la Ville du Havre. Pendant deux ans, la machine à vapeur est placée dans les réserves du musée en attendant l'élaboration d'un dossier de restauration. Gilles Fournier, PDG de la société de réparation d’ouvrage métaux Fouré Lagadec, adhère au projet au milieu des années 2010. En effet, son grand-père était à la tête du chantier de construction en 1935. PBI prit en charge les travaux de grenaillage et de peinture, Fouré Lagadec prend les commandes de la restauration mécanique. Comme le souhaitait Amerami et Fouré Lagadec la restauration est confiée aux apprentis de son école interne et de l’IUMM du Havre, sous le contrôle de responsables d'atelier et professeurs de formation continue. 
A la fin de l’année 2021, la restauration mobilise des industriels, d’anciens marins et des apprentis. Pour remettre la machine en état, elle est désamiantée, démontée, puis grenaillée (sa surface métallique est décapée, ou sablée). L’entreprise PBI, localisée à Gonfreville-l'Orcher, repeint la machine. Elle est ensuite remontée chez Fouré Lagadec en 2021. 
La machine de l’Ondée est accueillie dans les collections de l’Association du Musée Maritime et Portuaire du Havre à la mi-janvier 2022 après ses restaurations. Elle est désormais présentée au public dans un but pédagogique.

## Description et dimensions
L’Ondée d’une taille modeste pèse près de 200 tonnes et est faite d'acier. Le bateau comporte huit réservoirs pouvant transporter 235 m3 de liquide. Les autres compartiments sont occupés par la machine à vapeur, les combustibles et les logements de l’équipage qui peut compter jusqu’à dix membres. L’Ondée est reconnaissable à sa cheminée sur le pont, d’où s’échappe un panache de fumée, et par une caisse d’une contenance de 13 000 litres située sur le pont.

### La machine à vapeur de l’Ondée ou appareil propulsif
La machine à vapeur de l’Ondée est à triple expansion. C’est un moteur compound, (Moteur composé) conçu par Français Benjamin Normand et breveté en 1872.

### Caractéristiques de l’Appareil moteur[5]
- Diamètre du cylindre H. P. : 280

- Diamètre du cylindre M. P. : 430

- Diamètre du cylindre B. P. 660

- Course des pistons : 450

- Nombre de tour par minute : 180

- Puissance prévue de l’appareil moteur en chevaux indiqués : 300

- Nombre d’hélice : 1

- Taille hélice : 2 m de diamètre

- Nombre de chaudière: 1

- Type : Prudhon Capus

- Diamètre extérieur : 3, 122 m

- Longueur totale : 3, 066 m

- Jauge : 223 T

- Volume des cales à eau : 223 T

- Puissance : 300 cv

- Vitesse maximale : 8 nœuds

### La chaudière de l’Ondée
La chaudière de l’Ondée est du type Prud’hon et Capus et composée de deux foyers. Elle présente une surface de grille de 3, 20 m² et une surface de chauffe de 92,75 m².

### Caractéristique chaudière
- Diamètre extérieur : 3, 122 m

- Longueur totale : 3, 066 m

- Timbre : 13 kg/cm².

### Caractéristique de la coque
- Longueur : 34,80 m

- Largeur : 7, 60 m

- Profondeur de carène : 2,75 m

- Tirant d’eau moyen en charge: 2, 85 m

## Galerie

### Plan du bateau-citerne l'Ondée

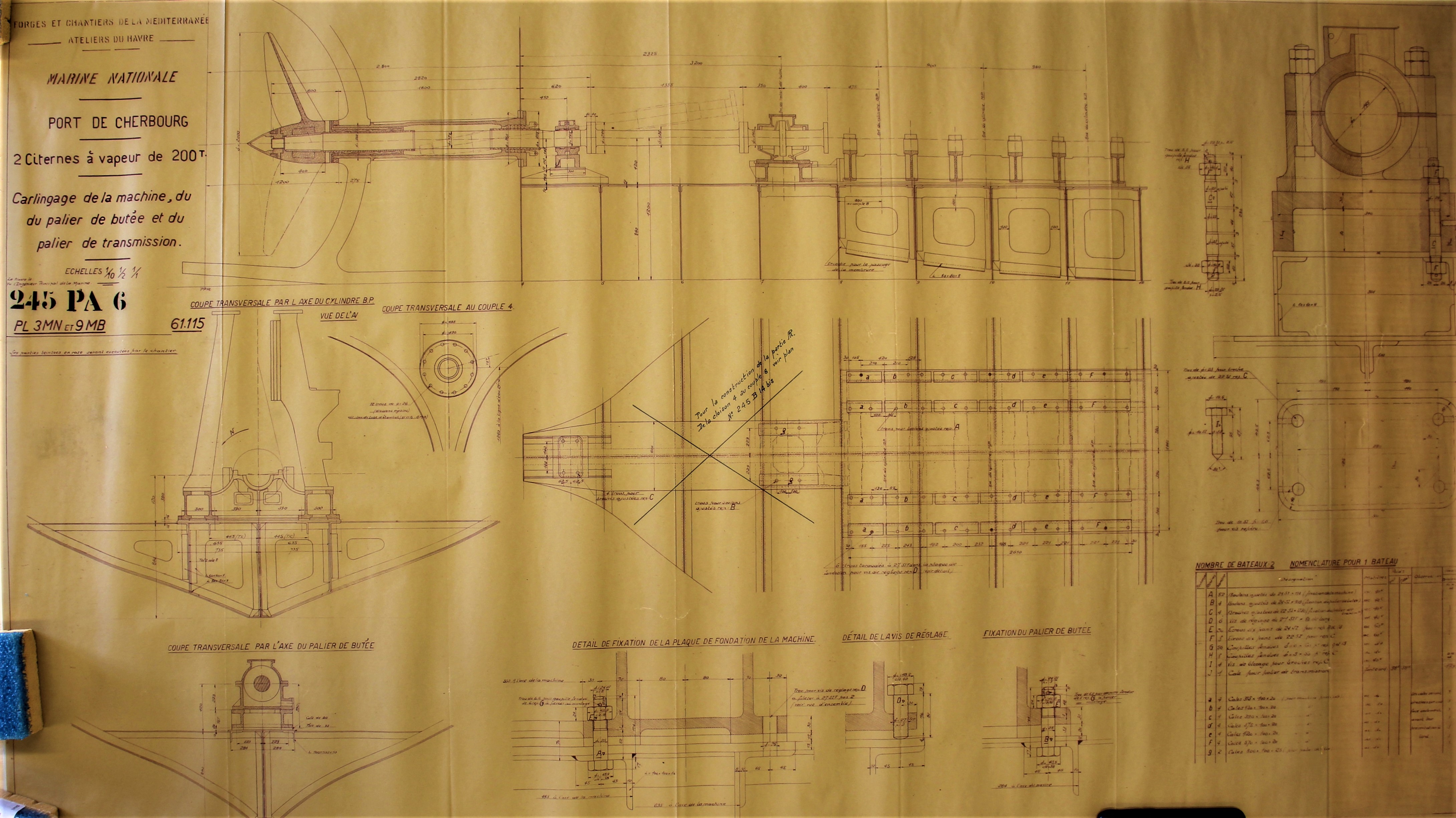
Plan en coupe de la machine de l'Ondée
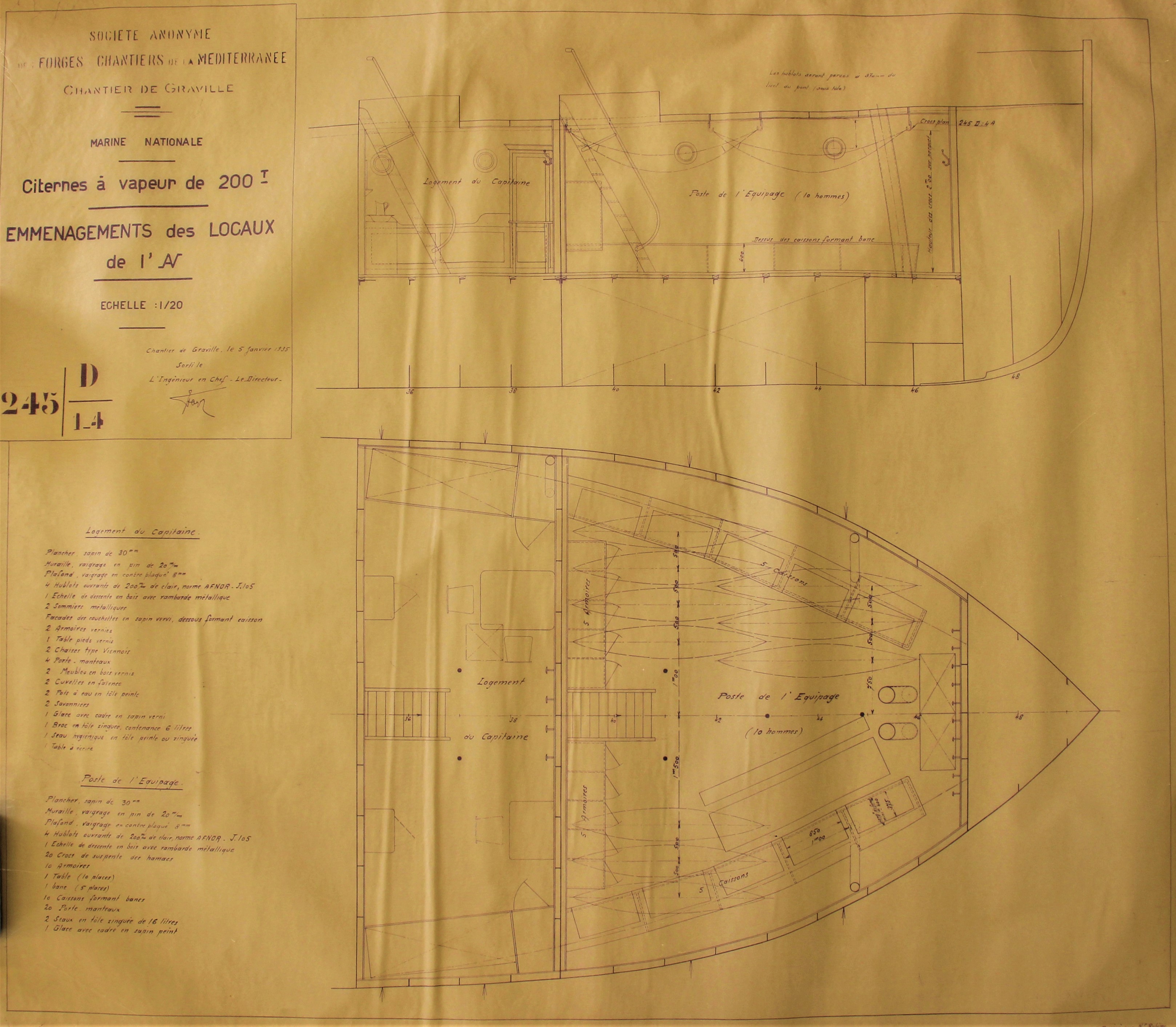
Plan de l'aménagement des locaux de l'Ondée
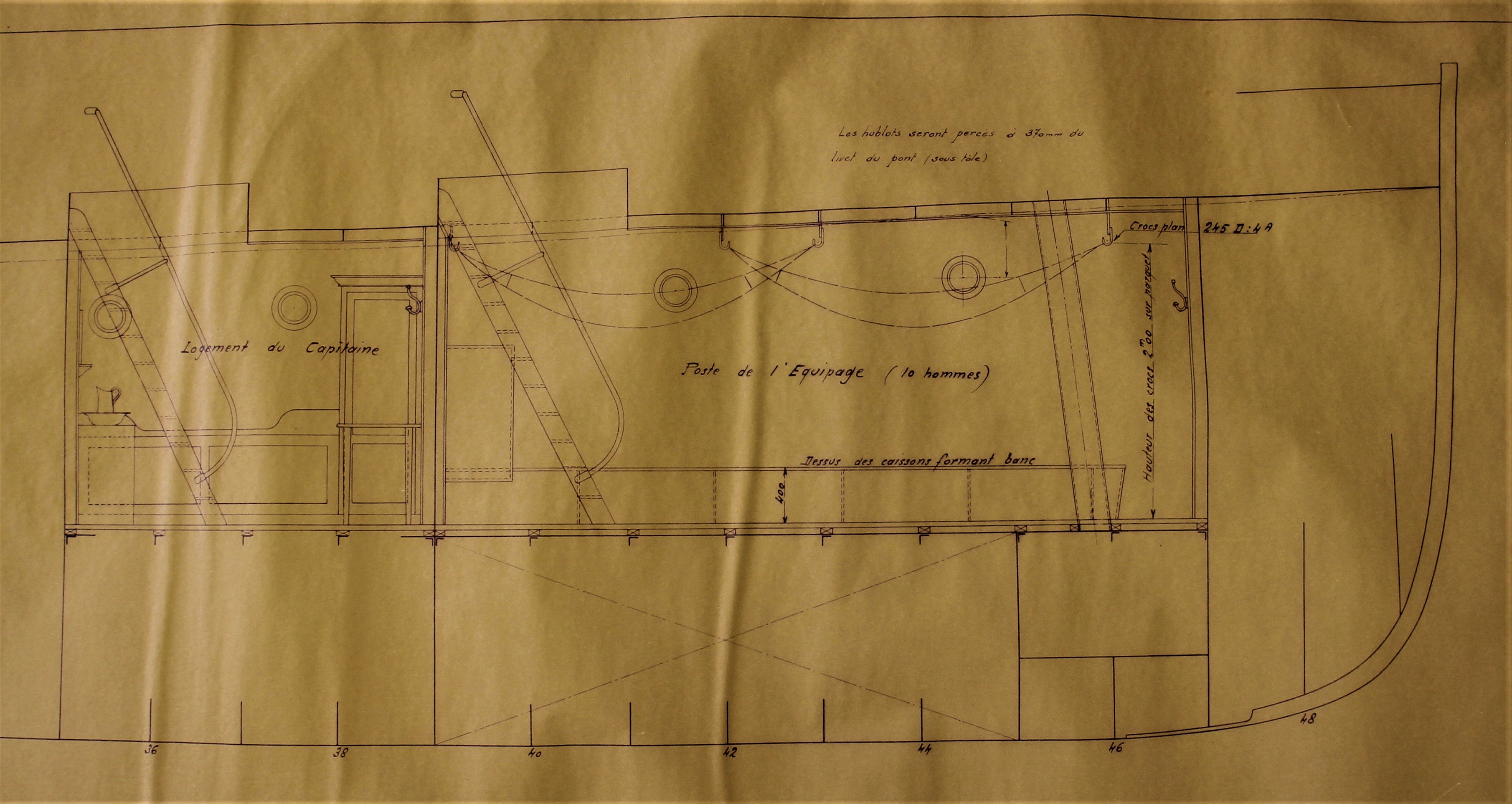
Détail du plan d'aménagement des locaux de l'Ondée
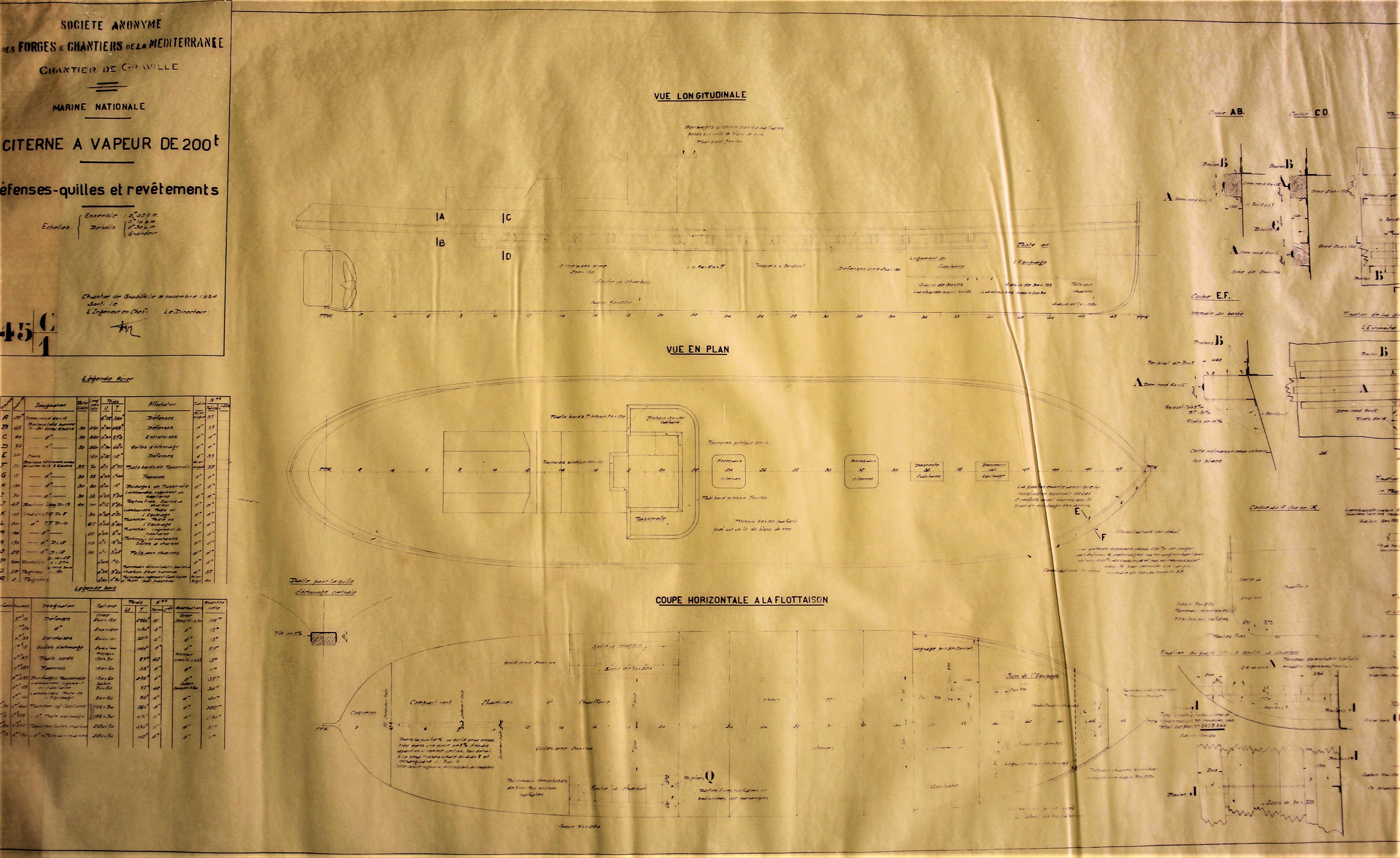
Plan de l'abri de navigation et de la passerelle de l'Ondée
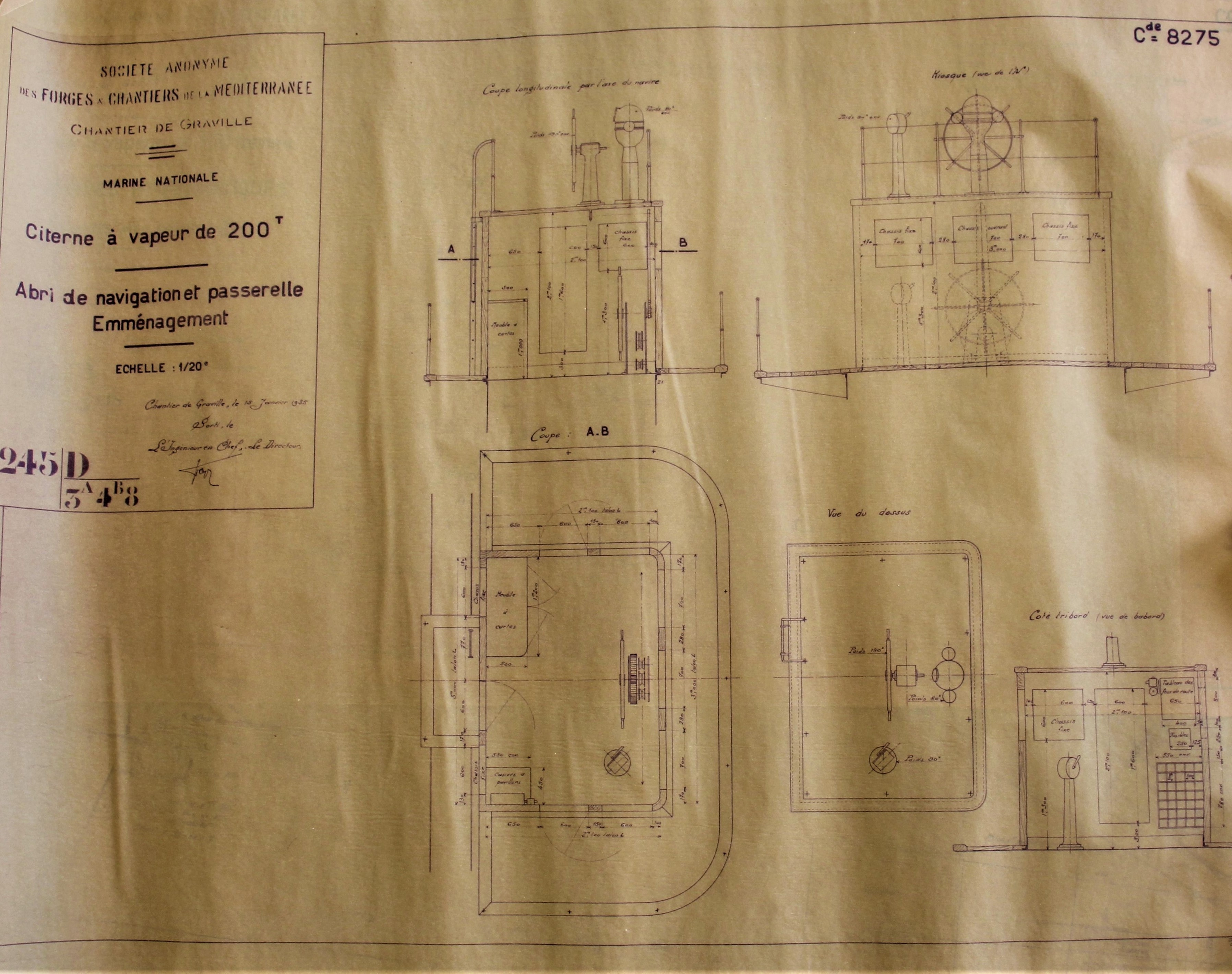
Plan de l'abri de navigation et de la passerelle de l'Ondée
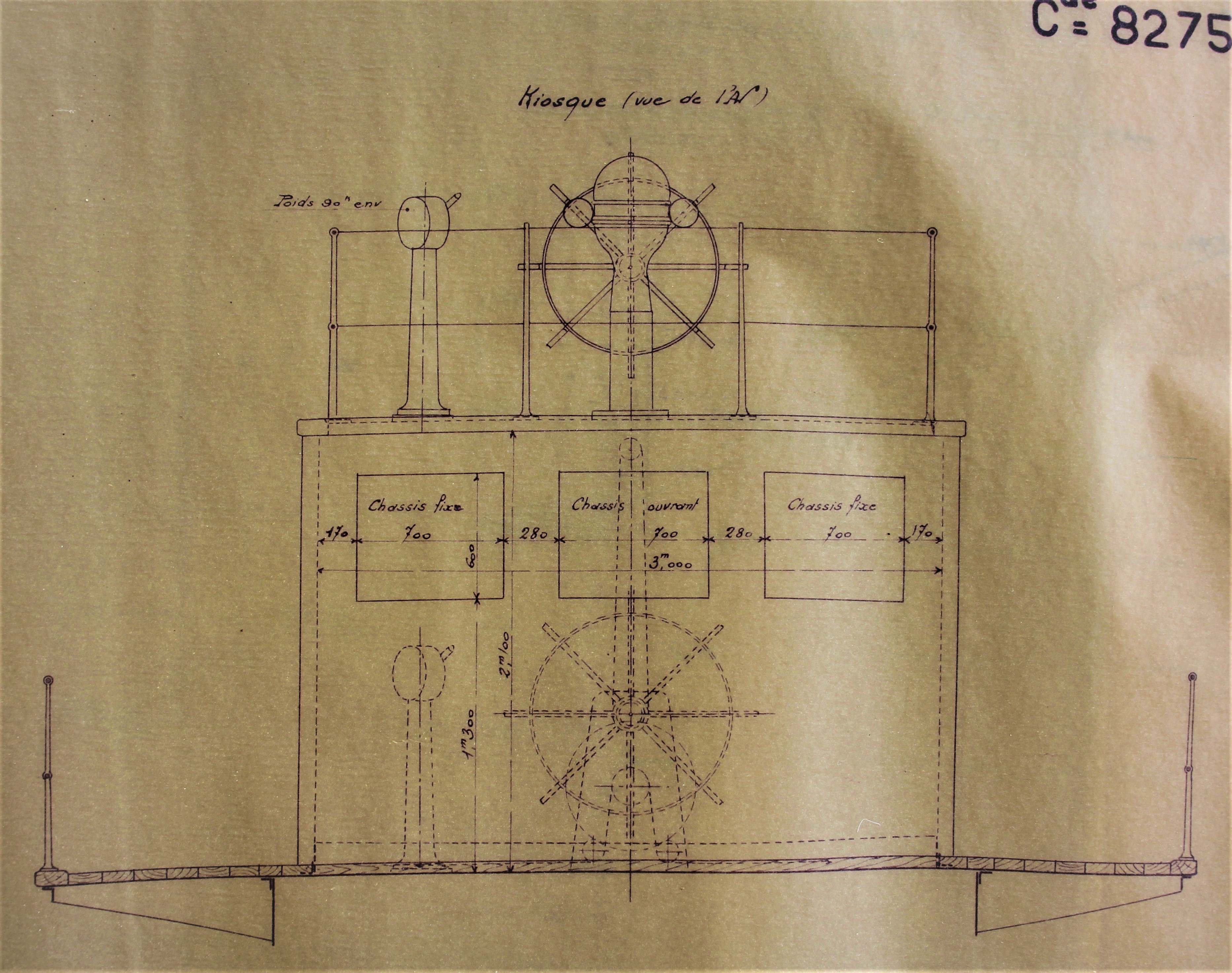
Plan de la passerelle de l'Ondée